# 1145 Robelmonte
1145 Robelmonte este un asteroid din centura principală, descoperit pe 3 februarie 1929, de Eugène Delporte.